# Integrität (Informationssicherheit)
Integrität (von lateinisch integritas ‚Unversehrtheit‘, ‚Reinheit‘, ‚Unbescholtenheit‘) ist die Eigenschaft eines informationstechnischen Systems, die Unversehrtheit von Daten sicherzustellen und somit vor einer unbemerkten Veränderung zu schützen. Neben Verfügbarkeit und Vertraulichkeit ist die Integrität eines der drei klassischen Ziele der Informationssicherheit.

## Begrifflichkeit

### Datenintegrität und Systemintegrität
Integrität besteht aus zwei miteinander verwandten Konzepten:
1. Datenintegrität stellt die Unversehrtheit von Daten sicher
2. Systemintegrität stellt die korrekte Funktionsweise eines IT-Systems sicher.

In den Evaluationskriterien für Informationssicherheit der frühen 1990er Jahre (ITSEC) wird Integrität definiert als „Verhinderung unautorisierter Modifikation von Information“.
Laut Glossar des Bundesamtes für Sicherheit in der Informationstechnik bezeichnet Integrität „die Sicherstellung der Korrektheit (Unversehrtheit) von Daten und der korrekten Funktionsweise von Systemen“.

### Starke und Schwache Integrität
In der Praxis wird zwischen zwei Arten von Integrität unterschieden: starke Integrität und schwache Integrität.
Starke Integrität liegt vor, wenn ein System und seine Funktionen keine Möglichkeit bieten, Daten unbemerkt oder unerkannt zu verändern. Anders ausgedrückt, das System ist so konzipiert, dass Manipulationen an den Daten sofort erkannt oder verhindert werden.
Schwache Integrität tritt auf, wenn zwar grundsätzlich die Möglichkeit besteht, Daten zu verändern, diese Veränderungen jedoch nicht unbemerkt bleiben können. In einigen Anwendungsszenarien ist es praktisch unmöglich, Manipulationen an den Daten vollständig zu verhindern. Schwache Integrität stellt jedoch sicher, dass Veränderungen nachträglich erkannt werden, sodass darauf eine Reaktion erfolgen kann.

### Verwandte Konzepte
Integrität überschneidet sich mit folgenden Konzepten, die weitere Schutzziele der Informationssicherheit darstellen. Je nach Anwendungsszenario können diese zur Sicherstellung der Integrität ebenfalls erforderlich sein:
- Authentizität: Eindeutige Identifikation des Absenders von Daten bei der Datenübertragung oder eindeutige Identifikation eines Kommunikationspartners.
- Verbindlichkeit bzw. Nichtabstreitbarkeit: Möglichkeit, den Inhalt und den Absender von Daten gegenüber einem an der Kommunikation nicht beteiligten Dritten zu beweisen.

## Eigenschaften
Für Computersysteme werden verschiedene Integritätszustände definiert:
Korrekter InhaltDiese Integritätsart liegt vor, wenn Sachverhalte der realen Welt korrekt abgebildet werden. Dies soll beispielsweise durch Integritätsbedingungen sichergestellt werden.
Unmodifizierter ZustandDiese Integritätsart liegt vor, wenn Nachrichten unverändert zugestellt werden und Programme und Prozesse wie beabsichtigt ablaufen. Sie entspricht der Definition im BSI-Glossar.
Erkennung von ModifikationDiese Integritätsart liegt vor, wenn unerwünschte Modifikationen, die nicht verhindert werden können, zumindest erkannt werden.
Temporale KorrektheitDiese Integritätsart liegt vor, wenn Nachrichten ausgetauscht und relevante zeitliche Bedingungen, wie etwa Reihenfolgen oder maximale Verzögerungszeiten, eingehalten werden.
Im Kontext elektronischer Kommunikation ist es nicht sinnvoll, Integrität der Daten und Authentizität des Datenursprungs unabhängig voneinander zu betrachten, da eine Nachricht mit modifiziertem Inhalt aber bekanntem Absender ebenso nutzlos sein dürfte wie eine mit unmodifiziertem Inhalt aber vorgetäuschtem Absender.

## Umsetzung

### Datenübertragung
Bei der Datenübertragung über ein Rechnernetz kann die Veränderung von Datenpaketen prinzipbedingt nicht verhindert werden, da ein Angreifer beispielsweise durch einen Man-in-the-Middle-Angriff Datenpakete verändern oder durch IP-Spoofing fälschen kann. Technische Maßnahmen zur Sicherstellung der Integrität zielen daher darauf ab, fehlerhafte Daten als solche erkennen zu können und gegebenenfalls eine erneute Datenübertragung durchzuführen.
Eine Möglichkeit der technischen Umsetzung zum Schutz vor Übertragungsfehlern ist eine Prüfsumme, die mitübertragen wird und bis zu einer bestimmten Anzahl an Bitfehlern erkennen lässt, ob die Daten unabsichtlich verändert wurden. Diese schützt allerdings nicht vor absichtlicher Veränderung. Mit einem Message Authentication Code können sowohl Übertragungsfehler als auch Manipulationen erkannt werden.
Die genannten Verfahren schützen wiederum nicht vor Totalverlust einer Nachricht, ungewollter Duplikation oder einer veränderten Reihenfolge mehrerer Nachrichten. Diese können durch Maßnahmen wie Quittierungsmeldungen oder Sequenznummern sichergestellt werden.

### Systemintegrität
Zur Sicherstellung der Systemintegrität gibt es eine Reihe von Schutz- und Härtungsmaßnahmen, wie beispielsweise:
- Stärken von Systemen durch technische Vorkehrungen (Firewall, Virenschutz, Netzwerksegmentierung, Virtual Private Network).[7]
- Deaktivierung oder Sperrung von Schnittstellen.
- Erhöhung der Sicherheit des IT-Systems durch Reduktion der Schwachstellen und möglicher Angriffsmethoden.[8]
- Autorisation: Beschränkung des Zugriffs auf eine Ressource auf bestimmte (authentifizierte) Benutzer.[9]